# Forquilhinha
Forquilhinha is een Braziliaanse gemeente in de staat Santa Catarina. In 2004 telde de plaats 20.549 inwoners op 184,557 km².

## Geboren
- Dom Frei Paulo Evaristo Cardeal Arns (1921-2016), aartsbisschop van São Paulo en kardinaal
- Zilda Arns  (1935-2010), zus van  Dom Paulo, stichter van Pastoral da Criança
- Leonardo Steiner (1950), geestelijke, aartsbisschop van Manaus (sinds 2019) en kardinaal